# Athol (Massachusetts)
Athol ist eine Kleinstadt im Worcester County des Bundesstaats Massachusetts in den Vereinigten Staaten.
Das U.S. Census Bureau hat bei der Volkszählung 2020 eine Einwohnerzahl von 11.945 ermittelt.
Durch das Stadtzentrum fließt der Millers River, der von Nordosten nach Westen zum Connecticut River fließt. 

## Geschichte
Ursprünglich Pequoiag genannt, als es von amerikanischen Ureinwohnern besiedelt wurde, wurde das Gebiet im September 1735 von fünf Familien besiedelt. Als das Township 1762 gegründet wurde, wurde der Name in Athol geändert. John Murray, einer der Besitzer des Landes, wählte den Namen, der "neues Irland" bedeutet. Die frühen Bewohner lebten von der Landwirtschaft und der Jagd. Später erfolgte ein industrieller Aufschwung in der Stadt. Die Einwohnerzahl erreichte 1955 einen Höchststand von 12.186.
In den 1950er Jahren wurde die Umgehungsstraße Route 2 um Athol gebaut, was den direkten Zugang zum Geschäftsviertel im Stadtzentrum weiter einschränkte. In den folgenden Jahren ging die Bevölkerung zurück und erreichte 1980 einen Tiefstand von 10.634. Seitdem ist die Einwohnerzahl von Athol jedoch allmählich wieder angestiegen.

## Demografie
Laut einer Schätzung von 2019 leben in Athol 11.732 Menschen. Die Bevölkerung teilt sich im selben Jahr auf in 92,4 % Weiße, 1,1 % Afroamerikaner, 0,1 % amerikanische Ureinwohner, 0,4 % Asiaten und 3,1 % mit zwei oder mehr Ethnizitäten. Hispanics oder Latinos aller Ethnien machten 5,4 % der Bevölkerung von Athol aus. Das mittlere Haushaltseinkommen lag bei 54.142 US-Dollar und die Armutsquote bei 14,0 %.

## Söhne und Töchter der Stadt
- Lysander Spooner (1808–1887), Rechtsphilosoph und Unternehmer.
- Daniel Francis Feehan (1855–1934), Bischof
- Harold Warner Munn (1903–1981), Schriftsteller
- Charles Starrett (1903–1986), Schauspieler
- Dave Bargeron (1942–2025), Jazzposaunist und Tubist